# Isa Qassim

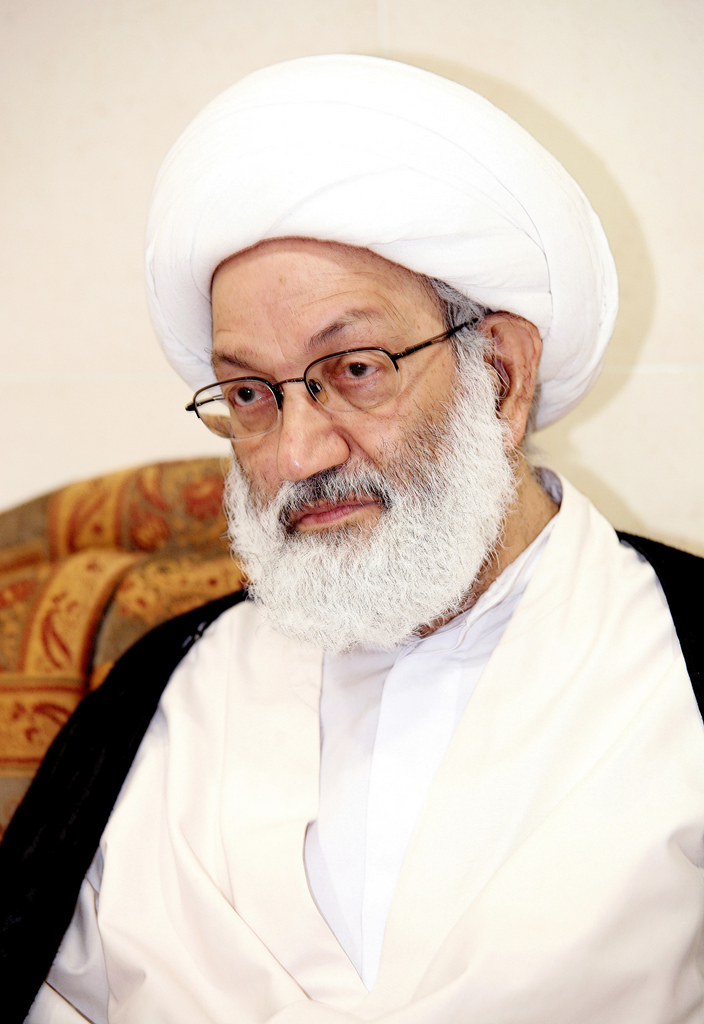
Sheikh Isa Qassim

Sheikh Isa Qassim (* um 1940 in Diraz, Bahrain), kompletter Name: Isa Ahmad Qassim al-Dirazi al-Bahraini, ist der ranghöchste schiitische Religionsgelehrte in Bahrain mit dem religiösen Titel Ajatollah. Als geistiger Führer der Wefaq-Gesellschaft gilt Qassim als „Mann des Iran“, der mehr als nur mit dem politischen System des Iran sympathisiert.

## Biografie
Isa Qassim, Sohn eines Fischers, arbeitete nach seinem Schulabschluss zunächst als Grundschullehrer in Bahrain. In der Hauptstadt Manama begann er sein Islamstudium, bis er 1962 in den Irak nach Nadschaf zog, sich jahrelang u. a. bei Muhammad Baqir as-Sadr weiterbildete und zwischendurch wieder in Bahrain als Lehrer tätig war. In den 1990er Jahren wechselte er den Studienort und zog nach Qom, wo er u. a. bei Mohammad Fazel Lankarani studierte und vor seiner Rückkehr nach Bahrain, gegen 2001, den religiösen Titel Ajatollah erhielt. Seither hält er in der Moschee seines Geburtsortes Diraz stark besuchte Freitagspredigten. Im Gegensatz zu den bahrainischen Schiiten (etwa 70 Prozent der Muslime), die irakischer Herkunft sind und überwiegend Nadschaf sowie Großajatollah Ali as-Sistani als geistliches Oberhaupt anerkennen, sieht Qassim Ali Chamene’i als Führer an.
Zu den Protesten in Bahrain ab 2011 wird Qassims Haltung kritisch gesehen, da er nicht zum Gewaltverzicht aufforderte.